# ابن ضويان
إِبْرَاهِيمَ بْنِ مُحَمَّدِ بْنِ سَالِمِ بْنِ ضُوَيَّان، فقيه حنبلي، له علم بالأنساب واشتغال بالتأريخ.
ولد بمدينة الرس بالقصيم، سنة (1275 هـ)، له مؤلفات عديدة؛ منها: منار السبيل شرح الدليل، وحاشية على الروض المربع شرح زاد المستقنع، توفي ليلة عيد الفطر، سنة (1353 هـ).

## سيرته
ولد في الرس إحدى بلدان القصيم، وقرأ على علماء بلده وغيرهم ومنهم صالح بن قرناس (ت. 1336 هـ ) ، وعبد العزيز بن محمد بن مانع (ت. 1307 هـ) ، ومحمد بن عمر بن سليم (ت. 1308 هـ).
ويعد من الفقهاء الذين لهم اطلاع واسع في الفقه، وله اهتمام في التاريخ والأنساب وتراجم العلماء وأسماء البلدان.
تولى قضاء الرس نيابة عن شيخه صالح بن قرناس، كما تولى تدريس العلم في مسجد الرس، وتخرج على يديه بعض طلاب العلم منهم محمد بن عبد العزيز بن رشيد (ت. 1395 هـ)، وابنه عبد الله بن إبراهيم بن ضويان (ت 1358 هـ) وغيرهما .

## مؤلفاته
له من المصنفات:
- منار السبيل في شرح الدليل.
- رفع النقاب عن تراجم الأصحاب.
- رسالةٌ في أنساب أهل نجد.
- رسالةٌ مختصرة في التَّاريخ.
- حاشية مختصرة على الزاد.
- رسالة فيها تراجم قصار لبعض علماء القصيم.
- رسالة في تراجم بعض علماء نجد.
- شعر.
- فهرست قواعد ابن رجب.